# Фонтен, Николь
Николь Фонтен (фр. Nicole Fontaine, урождённая Гарнье, Garnier; 16 января 1942[…], Гренвиль-Имовиль — 17 мая 2018[…], Нёйи-сюр-Сен) — французский политический деятель. Член партии Союз за народное движение. Председатель Европейского парламента (1999—2002), вторая женщина на этой должности. Депутат Европейского парламента (1984—2002 и 2004—2009), член фракции Европейская народная партия — Европейские демократы (Христианско-демократической фракции), министр промышленности Франции (2002—2004).

## Биография
Родилась 16 января 1942 года в коммуне Гренвиль-Имовиль в департаменте Приморская Сена во время германской оккупации. Дочь отоларинголога Жана Гарнье (Jean Garnier; род. 1918) и Женевьевы Ламберт (Genevieve Lambert; род. 1922).
Училась в колледже Жанны д'Арк в Ормо и общественном лицее в Гавре, затем на юридическом факультете Руанского университета и Парижского университета, который окончила в 1962 году. Окончила Институт политических исследований в 1964 году. В 1969 году получила степень доктора права.
В 1963—1964 годах работала учительницей. С 1965 года — юрисконсульт Генерального секретариата католического образования, заместитель генерального секретаря с 1972 года, затем делегат в 1981—1984 годах. Являлась членом Коллегии адвокатов департамента О-де-Сен.
В 1975—1981 годах — член Высшего совета национального образования (CSEN), консультативного органа при Министерстве национального образования Франции. В 1980—1984 годах — член Экономического и социального совета. В 1997 году — сопредседатель Согласительного комитета между Советом Европейского союза и Европейским парламентом.
Была членом партии Центр социальных демократов (CDS), которая входила в Союз за французскую демократию, была первым вице-президентом с 1991 года. В 2002 года один из членов совета учредителей Союза за народное движение, с 2002 года — член политического бюро партии, с 2005 года — член исполнительного комитета.
С 1984 года — депутат Европейского парламента. В 1989—1994 годах — заместитель председателя, в 1994—1999 годах — первый заместитель председателя, затем в 1999—2002 годах — председатель. Стала второй женщиной-президентом Европейского парламента после Симоны Вейль (1979—1982). В 2004—2009 годах — депутат Европейского парламента.
17 июня 2002 года назначена министром промышленности в Министерстве экономики, финансов и промышленности Франции во втором правительстве Жан-Пьера Раффарена. Отвечала за модернизацию энергетического сектора, начатую главой министерства, министром финансов Франции Франсисом Мером. Возобновила деятельность Национального комитета Франции по борьбе с контрафактной продукцией, созданного в 1995 году.
В 2007 году Николь Фонтен включилась в кампанию лоббирования в поддержку придания французскому языку статуса официального языка юриспруденции в институтах Европейского союза.
Умерла 17 мая 2018 года.

## Личная жизнь
16 сентября 1964 года вышла замуж за Жан-Рене Фонтена (Jean-René Fontaine). У пары родилась дочь Кристина (Christine). В 1995 году вышла вторым браком за Поля Обре (Paul Aubret).